# Cobbler (software)
Cobbler es un servidor del aprovisionamiento Linux que centraliza y simplifica el control de servicios incluyendo DHCP, TFTP, y DNS con propósito de realizar instalaciones basadas en red de sistemas operativos. Puede ser configurado para PXE, reinstalaciones, y huéspedes virtualizados usando Xen, KVM o VMware. Cobbler interactúa con un programa llamado Koan para el soporte de la reinstalación y la virtualización. Koan y Cobbler usan libvirt para integrarse con diferentes softwares de virtualización.
Cobbler está hecho sobre el mecanismo de Kickstart y ofrece perfiles de instalación que pueden ser aplicados a una o muchas máquinas. También ofrece la integración con Yum para ayudar en instalaciones de máquinas.
Aunque Cobbler está enfocado en instalaciones basadas en RPM vía Kickstart y el Anaconda, puede ser usado para configurar un servidor PXE para cargar varias imágenes tales como Knoppix y otros sabores de Debian.